# Campeonato Colombiano de Futebol de 2020 – Segunda Divisão
A Segunda Divisão do Campeonato Colombiano de Futebol de 2020 (oficialmente conhecida como Torneo BetPlay DIMAYOR 2020 por motivos de patrocínio) foi a 31ª edição da Categoría Primera B, competição equivalente à segunda divisão de futebol profissional da Colômbia. O certame foi organizado pela División Mayor del Fútbol Colombiano (DIMAYOR), entidade independente dos clubes e ligada à Federação Colombiana de Futebol (FCF). Começou em 31 de janeiro e foi finalizado em 26 de dezembro de 2020, com a conquista do terceiro título da Categoría Primera B pelo Atlético Huila. A competição foi suspensa de 13 de março a 17 de setembro de 2020 em decorrência da pandemia de COVID-19 na Colômbia.
Pelo regulamento original, outorgaria dois acessos diretos à primeira divisão de 2021. Em 13 de agosto de 2020, a DIMAYOR cancelou os acessos e os rebaixamentos entre a Categoría Primera A (Liga BetPlay) e a Categoría Primera B (Torneo BetPlay) ao final da temporada de 2020. Contudo, em 17 de dezembro de 2020, ficou definido que o Atlético Huila (campeão do Torneo BetPlay de 2020) enfrentará o campeão do Torneo BetPlay I (disputado no primeiro semestre de 2021) em partidos de ida e volta por uma vaga na Liga BetPlay II (disputada no segundo semestre de 2021).

## Regulamento
Para esta temporada, e antes da pandemia de COVID-19, o regulamento originalmente planejado era o mesmo da temporada anterior: dois torneios (Torneo I e Torneo II) com três fases cada um. Na primeira fase (todos contra todos) de ambos os torneios, os 16 times se enfrentariam uma vez no sistema de pontos corridos, num total de 15 rodadas. Os oito melhores times ao final da fase classificatória avançariam para a fase semifinal, onde seriam divididos em dois grupos de quatro times, e disputariam entre si dois quadrangulares com jogos de ida e volta, num total de 6 rodadas. E por fim, teríamos a fase final, com a decisão em jogos de ida e volta pelos líderes de cada quadrangular. Os vencedores do Torneo I e do Torneo II disputariam uma final em partidas de ida volta pelo título da temporada e pela primeira vaga da Primera A de 2021. O vice-campeão da temporada jogaria com o melhor time da tabela geral da temporada (com exceção do campeão) uma repescagem (play-off) com partidas de ida e volta pela segunda e última vaga de promoção. Caso o vice-campeão da temporada também terminasse como o melhor time da tabela agregada, ele também seria promovido e o play-off da promoção não seria disputado. Uma outra situação é possível caso um mesmo clube vença os dois torneios da temporada, nesse caso, ele ascenderia automaticamente para a Primera A de 2021 e a outra vaga seria decidida em jogos de ida e volta pelos dois clubes mais bem posicionados (com exceção do campeão) na tabela de classificação da temporada (Torneo I + Torneo II).
No dia 25 de julho de 2020, a Assembleia Geral da DIMAYOR decidiu continuar a disputa do Torneo I como o único torneio a ser realizado na temporada, sendo o vencedor desse torneio coroado como campeão e conquistando o acesso automático à primeira divisão. O play-off da promoção pela segunda vaga, se necessário, ainda seria disputado pelo vice-campeão e pelo melhor time na tabela agregada (excetuando o campeão). Em 13 de agosto de 2020, a DIMAYOR decidiu cancelar os rebaixamentos e as promoções da temporada entre a primeira e a segunda divisão, cancelando assim, a vaga do campeão do torneio desta temporada e o play-off da promoção.

## Participantes
| Equipe           | Cidade        | Região                   | Em 2019   | Estádio                        | Títulos              | Part. |
| ---------------- | ------------- | ------------------------ | --------- | ------------------------------ | -------------------- | ----- |
| Atlético         | Cali          | Valle del Cauca          | 14º lugar | Pascual Guerrero               | 0 (não possui)       | 15    |
| Atlético Huila   | Neiva         | Huila                    | Rebaixado | Guillermo Plazas Alcid         | 2 (1992, 1997)       | 5     |
| Barranquilla     | Barranquilla  | Atlántico                | 11º lugar | Romelio Martínez               | 0 (não possui)       | 15    |
| Boca Juniors     | Cali          | Valle del Cauca          | 15º lugar | Pascual Guerrero               | 0 (não possui)       | 3     |
| Bogotá           | Bogotá        | Distrito Capital         | 7º lugar  | Metropolitano de Techo         | 0 (não possui)       | 17    |
| Cortuluá         | Tuluá         | Valle del Cauca          | 3º lugar  | Doce de Octubre                | 2 (1993, 2009)       | 15    |
| Deportes Quindío | Armênia       | Quindío                  | 5º lugar  | Centenário de Armenia          | 1 (2001)             | 7     |
| Fortaleza        | Cota          | Cundinamarca             | 8º lugar  | Municipal de Cota              | 0 (não possui)       | 7     |
| Leones           | Itagüí        | Antioquia                | 6º lugar  | Metropolitano Ciudad de Itagüí | 0 (não possui)       | 30    |
| Llaneros         | Villavicencio | Meta                     | 10º lugar | Bello Horizonte                | 0 (não possui)       | 8     |
| Orsomarso        | Palmira       | Valle del Cauca          | 16º lugar | Francisco Rivera Escobar       | 0 (não possui)       | 4     |
| Real Cartagena   | Cartagena     | Bolívar                  | 4º lugar  | Jaime Morón León               | 3 (1999, 2004, 2008) | 18    |
| Real San Andrés  | San Andrés    | San Andrés e Providência | 13º lugar | Erwin O'Neil                   | 0 (não possui)       | 13    |
| Tigres           | Bogotá        | Distrito Capital         | 9º lugar  | Metropolitano de Techo         | 0 (não possui)       | 18    |
| Unión Magdalena  | Santa Marta   | Magdalena                | Rebaixado | Sierra Nevada                  | 0 (não possui)       | 14    |
| Valledupar       | Valledupar    | Cesar                    | 12º lugar | Armando Maestre Pavajeau       | 0 (não possui)       | 16    |

## Primeira fase

### Classificação
| Pos | Equipe           | Pts | J  | V  | E | D  | GP | GC | SG  | Classificação |
| --- | ---------------- | --- | -- | -- | - | -- | -- | -- | --- | ------------- |
| 1   | Cortuluá         | 33  | 17 | 10 | 3 | 4  | 27 | 14 | +13 | Semifinais    |
| 2   | Unión Magdalena  | 32  | 17 | 9  | 5 | 3  | 28 | 17 | +11 | Semifinais    |
| 3   | Deportes Quindío | 30  | 17 | 8  | 6 | 3  | 28 | 13 | +15 | Semifinais    |
| 4   | Bogotá           | 30  | 17 | 9  | 3 | 5  | 26 | 20 | +6  | Semifinais    |
| 5   | Valledupar       | 30  | 17 | 8  | 6 | 3  | 16 | 13 | +3  | Semifinais    |
| 6   | Llaneros         | 28  | 17 | 7  | 7 | 3  | 22 | 15 | +7  | Semifinais    |
| 7   | Atlético Huila   | 28  | 17 | 8  | 4 | 5  | 20 | 19 | +1  | Semifinais    |
| 8   | Leones           | 27  | 17 | 7  | 6 | 4  | 26 | 16 | +10 | Semifinais    |
| 9   | Fortaleza        | 24  | 17 | 6  | 6 | 5  | 23 | 21 | +2  |               |
| 10  | Real San Andrés  | 20  | 17 | 6  | 2 | 9  | 19 | 24 | −5  |               |
| 11  | Orsomarso        | 20  | 17 | 4  | 8 | 5  | 17 | 22 | −5  |               |
| 12  | Boca Juniors     | 19  | 17 | 5  | 4 | 8  | 15 | 21 | −6  |               |
| 13  | Atlético         | 13  | 17 | 3  | 4 | 10 | 12 | 27 | −15 |               |
| 14  | Tigres           | 12  | 17 | 2  | 6 | 9  | 12 | 20 | −8  |               |
| 15  | Real Cartagena   | 12  | 17 | 3  | 3 | 11 | 8  | 22 | −14 |               |
| 16  | Barranquilla     | 11  | 17 | 2  | 5 | 10 | 9  | 24 | −15 |               |

### Resultados

#### Rodadas 1–15
| Mandante \ Visitante | ATL | HUI | BAR | BOC | BOG | COR | QUI | FOR | LEO | LLA | ORS | RCA | RSA | TIG | MAG | VAL |
| -------------------- | --- | --- | --- | --- | --- | --- | --- | --- | --- | --- | --- | --- | --- | --- | --- | --- |
| Atlético             | —   | 1–2 | 0–1 | 1–0 | —   | —   | 0–0 | 0–0 | —   | 1–1 | —   | —   | 0–3 | —   | —   | —   |
| Atlético Huila       | —   | —   | 2–1 | 3–1 | —   | 1–0 | 2–1 | 1–1 | —   | 0–2 | —   | —   | 1–1 | —   | —   | —   |
| Barranquilla         | —   | —   | —   | —   | 0–1 | 0–1 | —   | —   | 2–3 | —   | 0–0 | 0–0 | —   | —   | 2–5 | 0–0 |
| Boca Juniors         | —   | —   | 1–2 | —   | 1–3 |     | 1–3 | —   | 0–0 | 1–1 | —   | 0–0 | 1–0 | 1–0 | —   | —   |
| Bogotá               | 1–2 | 0–4 | —   | —   | —   | —   | —   | 1–1 | —   | —   | 3–0 | 1–0 | —   | 1–3 | 2–1 | 3–0 |
| Cortuluá             | 6–0 | —   | —   | —   | 2–0 | —   | —   | —   | 3–3 | —   | 2–1 | 2–0 | —   | —   | 1–2 | 1–2 |
| Deportes Quindío     | —   | —   |     | —   | 2–2 | 1–2 | —   | —   | 1–0 | 3–0 | 2–2 | 5–1 | 1–0 | 2–0 | —   | —   |
| Fortaleza            | —   | —   | 1–0 | 1–0 | —   | 2–3 | 1–0 | —   | 2–2 | 1–1 | —   | —   | 3–1 | —   | —   | —   |
| Leones               | 1–0 | 4–0 | —   | —   | 0–0 | —   | —   | —   | —   | —   | 2–0 | 1–0 | —   | —   | 1–1 | 1–2 |
| Llaneros             | —   | —   | 2–0 | —   | 0–2 | 0–0 | —   | —   | 1–1 | —   | 1–1 | 2–0 | —   | 2–1 | 4–0 | —   |
| Orsomarso            |     | 0–0 | —   | 1–3 | —   | —   | —   | 3–2 | —   | —   | —   | —   | 2–1 | 1–1 | 2–2 | 0–0 |
| Real Cartagena       | 2–1 |     | —   | —   | —   | —   | —   | 2–1 | —   | —   | 0–1 | —   | 2–3 | 0–0 | 0–2 | 0–1 |
| Real San Andrés      | —   | —   | 2–0 | —   | 2–1 | 2–1 | —   | —   |     | 0–1 | —   | —   | —   | 2–0 | —   | —   |
| Tigres               | 1–2 | 0–0 | 0–0 | —   | —   | 0–0 | —   | 1–2 | 1–3 | —   | —   | —   | —   | —   | —   | 1–1 |
| Unión Magdalena      | 1–1 | 2–0 | —   | 2–0 | —   | —   | 1–1 | 2–1 | —   | —   | —   | —   | 5–1 | 1–0 | —   | 0–1 |
| Valledupar           | 1–0 | 1–2 | —   | 2–2 | —   | —   | 0–0 | 0–1 | —   | 1–0 | —   | —   | 2–1 | —   | —   | —   |

#### Rodadas 16–17
Após a conclusão das quinze primeiras rodadas da primeira fase, os times disputaram dois jogos adicionais, em partidas de ida e volta. Os cruzamentos da 16ª e da 17ª rodada foram decididos através de sorteio realizado em 2 de novembro de 2020. O sorteio levou em conta a colocação do time na tabela ao final da 15ª rodada, assim, um time colocado da 1ª a 8ª posição foi chaveado com um da 9ª a 16ª posição. Os times mais bem posicionados na tabela parcial da 15ª rodada jogaram em casa na 17ª rodada.
| Equipe 1        | Total | Equipe 2         | 1.º jogo | 2.º jogo |
| --------------- | ----- | ---------------- | -------- | -------- |
| Real San Andrés | 0–1   | Unión Magdalena  | 0–0      | 0–1      |
| Boca Juniors    | 3–1   | Leones           | 1–0      | 2–1      |
| Real Cartagena  | 0–2   | Cortuluá         | 0–1      | 0–1      |
| Orsomarso       | 1–2   | Deportes Quindío | 1–1      | 0–1      |
| Barranquilla    | 1–2   | Valledupar       | 0–0      | 1–2      |
| Tigres          | 3–2   | Atlético Huila   | 2–0      | 1–2      |
| Fortaleza       | 3–4   | Llaneros         | 2–3      | 1–1      |
| Atlético        | 2–5   | Bogotá           | 0–1      | 2–4      |

## Semifinais

### Grupo A
| Pos | Equipe     | Pts | J | V | E | D | GP | GC | SG | Classificação |     | COR | VAL | BOG | LEO |
| --- | ---------- | --- | - | - | - | - | -- | -- | -- | ------------- | --- | --- | --- | --- | --- |
| 1   | Cortuluá   | 13  | 6 | 4 | 1 | 1 | 15 | 8  | +7 | Finais        |     | —   | 5–0 | 3–2 | 2–1 |
| 2   | Valledupar | 9   | 6 | 2 | 3 | 1 | 3  | 6  | −3 |               |     | 0–0 | —   | 1–0 | 0–0 |
| 3   | Bogotá     | 7   | 6 | 2 | 1 | 3 | 9  | 10 | −1 |               | 3–2 | 1–2 | —   | 2–2 |     |
| 4   | Leones     | 3   | 6 | 0 | 3 | 3 | 5  | 8  | −3 |               | 2–3 | 0–0 | 0–1 | —   |     |

### Grupo B
| Pos | Equipe           | Pts | J | V | E | D | GP | GC | SG | Classificação |     | HUI | QUI | MAG | LLA |
| --- | ---------------- | --- | - | - | - | - | -- | -- | -- | ------------- | --- | --- | --- | --- | --- |
| 1   | Atlético Huila   | 13  | 6 | 4 | 1 | 1 | 7  | 4  | +3 | Finais        |     | —   | 1–0 | 2–1 | 0–0 |
| 2   | Deportes Quindío | 11  | 6 | 3 | 2 | 1 | 6  | 3  | +3 |               |     | 1–0 | —   | 2–2 | 2–0 |
| 3   | Unión Magdalena  | 7   | 6 | 2 | 1 | 3 | 9  | 9  | 0  |               | 2–3 | 0–1 | —   | 2–0 |     |
| 4   | Llaneros         | 2   | 6 | 0 | 2 | 4 | 1  | 7  | −6 |               | 0–1 | 0–0 | 1–2 | —   |     |

## Finais
| 23 de dezembro de 2020 | Atlético Huila      | 1 – 0     | Cortuluá | Neiva                                                              |  |
| 20:00                  | - Brayan Moreno 59' | Relatório |          | Estádio: Guillermo Plazas Alcid Público: 0 Árbitro: Yahir Cárdenas |  |

| 26 de dezembro de 2020 | Cortuluá          | 1 – 3     | Atlético Huila                                                           | Tuluá                                                      |  |
| 15:30                  | - César Amaya 51' | Relatório | - Carlos Alberto Moreno 30' - Yuber Asprilla 38' - Harrison Otálvaro 87' | Estádio: Doce de Octubre Público: 0 Árbitro: Héctor Rivera |  |

Atlético Huila venceu por 4–1 no agregado.

## Estatísticas

### Artilharia
| 0Gols0 | Jogador          | Clube            |
| ------ | ---------------- | ---------------- |
| 12     | Diber Cambindo   | Deportes Quindío |
| 11     | Ruyery Blanco    | Unión Magdalena  |
| 11     | Eder Munive      | Leones           |
| 9      | Sebastián Acosta | Fortaleza        |
| 9      | Omar Vásquez     | Llaneros         |
| 8      | César Caicedo    | Bogotá           |
| 7      | Arlex Hurtado    | Bogotá           |
| 6      | Luis Mina        | Boca Juniors     |
| 6      | Brayan Moreno    | Atlético Huila   |
| 6      | Luis Narváez     | Unión Magdalena  |
| 6      | Harold Rivera    | Atlético Huila   |

Fonte: Soccerway (em português)

## Premiação
| Campeonato Colombiano de Futebol de 2020 Segunda Divisão |
| Torneo BetPlay DIMAYOR                                   |
| -------------------------------------------------------- |
| Atlético Huila Campeão (3º título)                       |